# Ingentidens
Ingentidens — вимерлий рід хроніозухідних рептиліоморфів із верхньопермських (верхній роадський вік) аргілітових відкладень місцевості Дашанкоу, формація Сідагоу в Китаї. Його вперше назвали Цзінь-Лінг Лі та Чжен-Ву Ченг у 1999 році за нижньою щелепою (IGCAGS V 363). Типовий вид — Ingentidens corridoricus. Родова назва означає «великий» (Inget латинською) + «зуб» (dens), а видова назва стосується регіону Ганьсу, коридору Hexi, де було знайдено типовий зразок.